# Карісса Норстен
Карісса Норстен (англ. Carissa Norsten) — канадська регбістка, олімпійська медалістка, призерка Панамериканських ігор. 
Срібну олімпійську медаль Норстен виборола на Паризькій олімпіаді 2024 року
в складі збірної Канади з регбі-7.